# 폴 버처
폴 부처(Paul Butcher, 1994년 2월 14일 ~ )는 미국의 배우이다.

## 출연 작품
- 레저렉션 이펙트 (2014)
- 크리미널 마인드 5 (2009)
- 로빈슨 가족 (2007)
- 넘버 23 (2007)
- 신나는 동물농장 (2006)
- 헷지 (2006)
- 아이스 에이지 2 (2006)
- 리커 (2005)
- 랜드스피드 (2001)
- 킹 오브 더 힐 (1997)
- 바람계곡의 나우시카 (1984)